# Kjerrulf von Wolffen
Kjerrulf von Wolffen, svensk adlig ätt som härstammar från Holstein. Majoren Mårten Fredrik Kjerrulf adlades med namnet Kjerrulf von Wolffen 12 september 1772 med nummer 2074. Släkten utslocknade med hans sonsons son Martin Robert Kjerrulf von Wolffen 28 juli 1887.